# مارك فاغنر
مارك فاغنر (بالإنجليزية: Mark Wagner)‏ هو لاعب كرة قاعدة أمريكي، ولد في 4 مارس 1954 في كونو في الولايات المتحدة.

## وصلات خارجية
- مارك فاغنر على موقعبيزبول رفرنس.كوم (الدوري الرئيسي) (الإنجليزية)
- مارك فاغنر على موقعبيزبول رفرنس.كوم (الدوري الثانوي) (الإنجليزية)
- مارك فاغنر على موقع مشجعي الرسوم البيانية (الإنجليزية)